# Alfonso Balzico

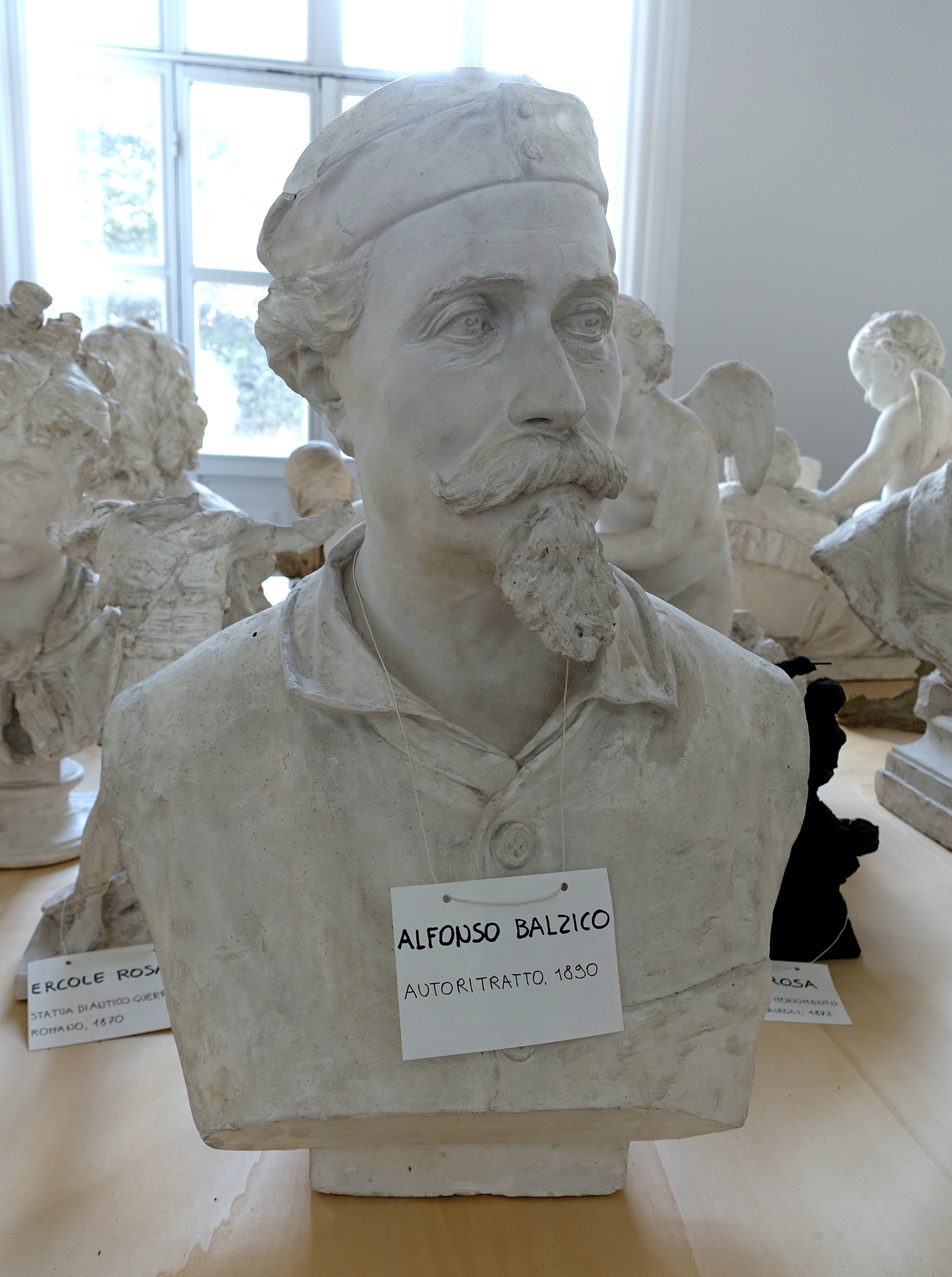
Autoritratto, 1890, Galleria nazionale d'arte moderna e contemporanea, Roma

Alfonso Balzico (Cava de' Tirreni, 18 ottobre 1825 – Roma, 3 febbraio 1901) è stato uno scultore e pittore italiano.

## Biografia

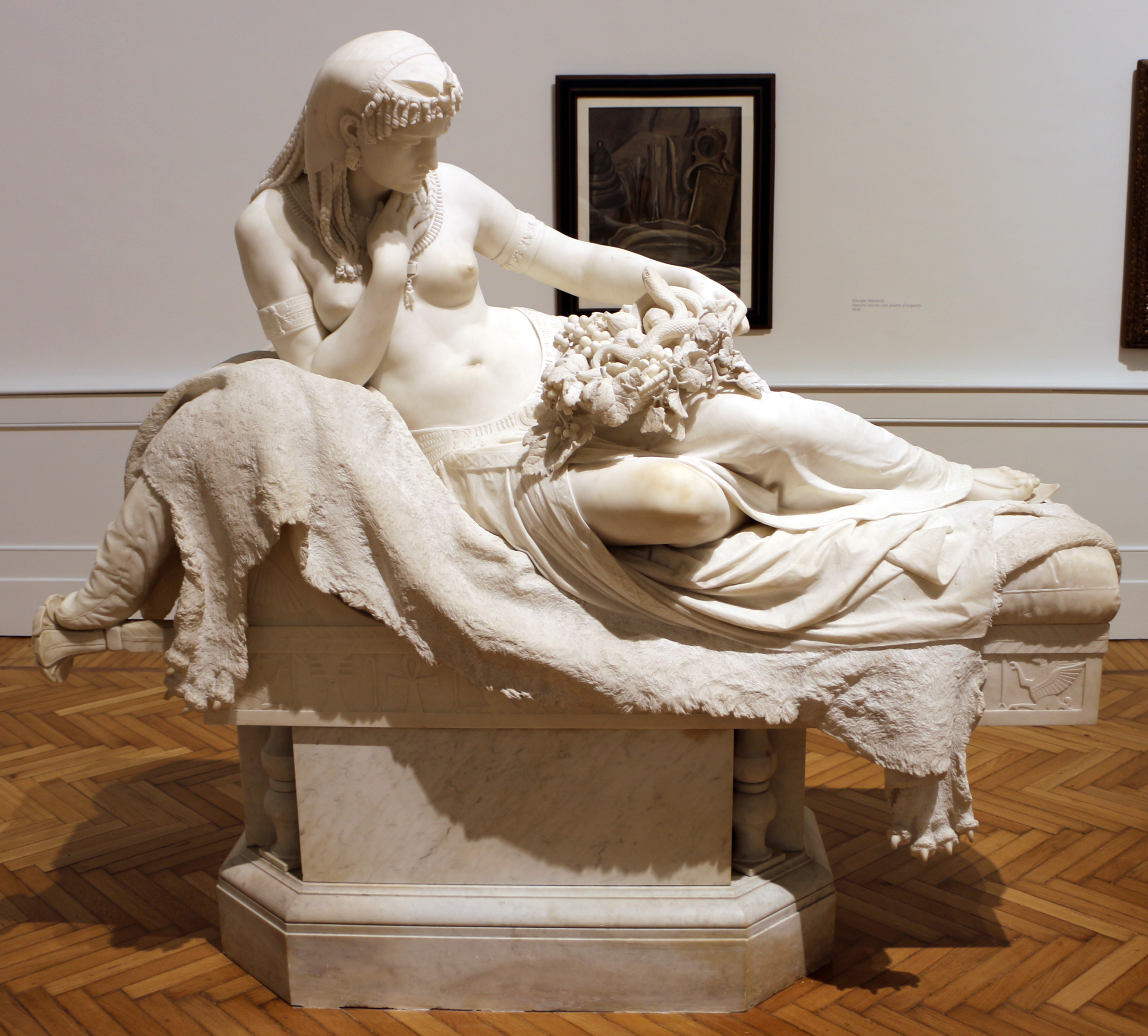
Cleopatra, 1874, Roma, GNAM

Dopo aver frequentato la Accademia di belle arti di Napoli, viaggiò a Firenze e a Milano tra il 1858 ed il 1860; durante questo periodo abbandonò il Neoclassicismo per passare al Realismo ed al Romanticismo. Successivamente le sue opere vennero notate dal re d'Italia Vittorio Emanuele II, il quale invitò l'artista a Torino, commissionandogli alcuni dipinti. Nel 1866 venne nominato scultore reale di Casa Savoia, per poi trasferirsi a Roma nel 1875. Nel 1900 la sua statua raffigurante Flavio Gioia fu premiata con una medaglia d'oro all'Esposizione universale di Parigi. Dopo la morte dell'artista, l'opera venne inizialmente esposta al Museo Balzico di Roma; in seguito venne acquistata dalla città di Amalfi, che la inaugurò in Piazza Duomo nel 1926 ed oggi è esposta al centro di Piazza Flavio Gioia.

## Galleria d'immagini

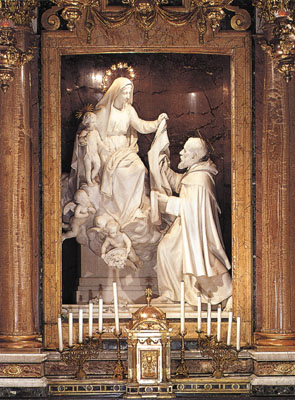
Statua della Vergine Maria che porge lo scapolare a San Simone Stock (Chiesa di Santa Maria della Vittoria, Roma)
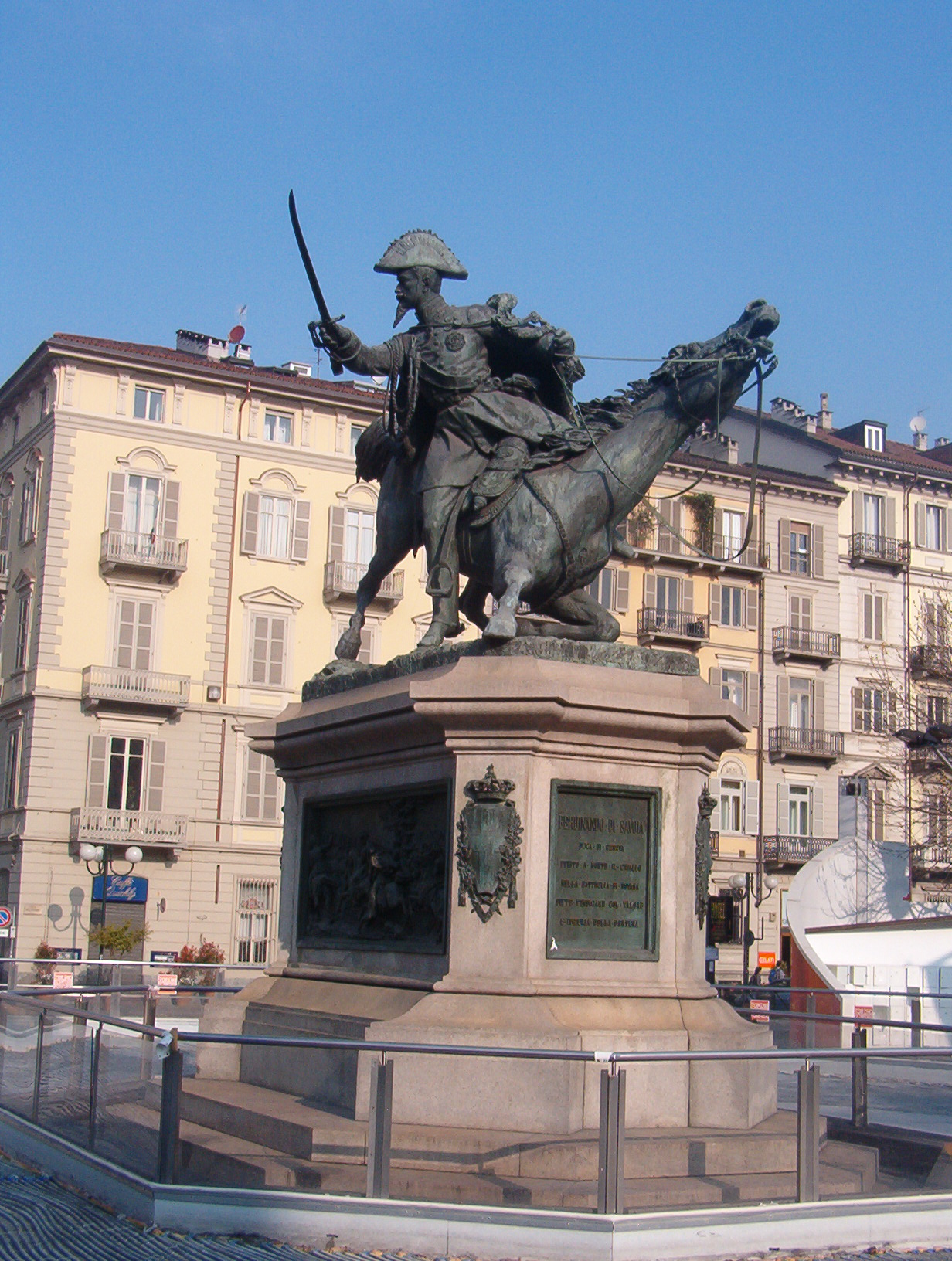
Statua di Ferdinando di Savoia-Genova (Piazza Solferino, Torino)
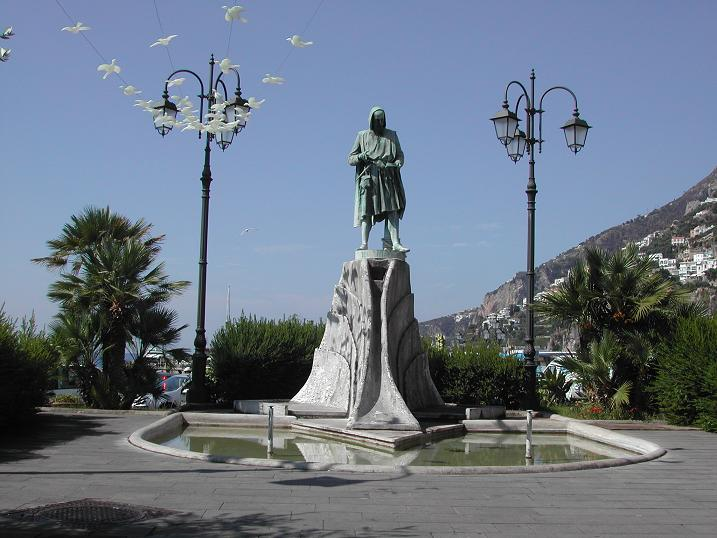
Statua di Flavio Gioia (Piazza Flavio Gioia, Amalfi)
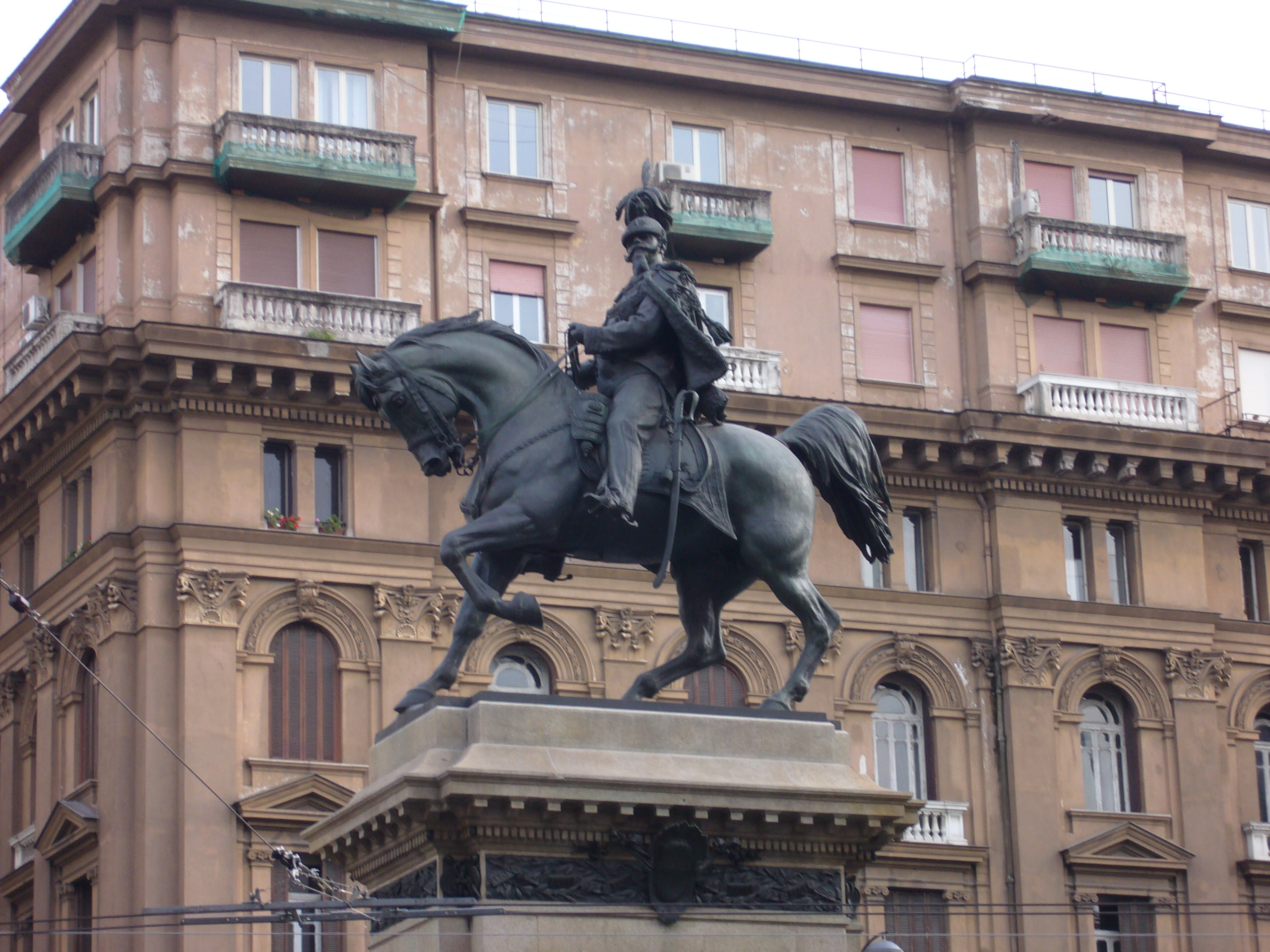
Statua di Vittorio Emanuele II (Piazza Giovanni Bovio, Napoli)
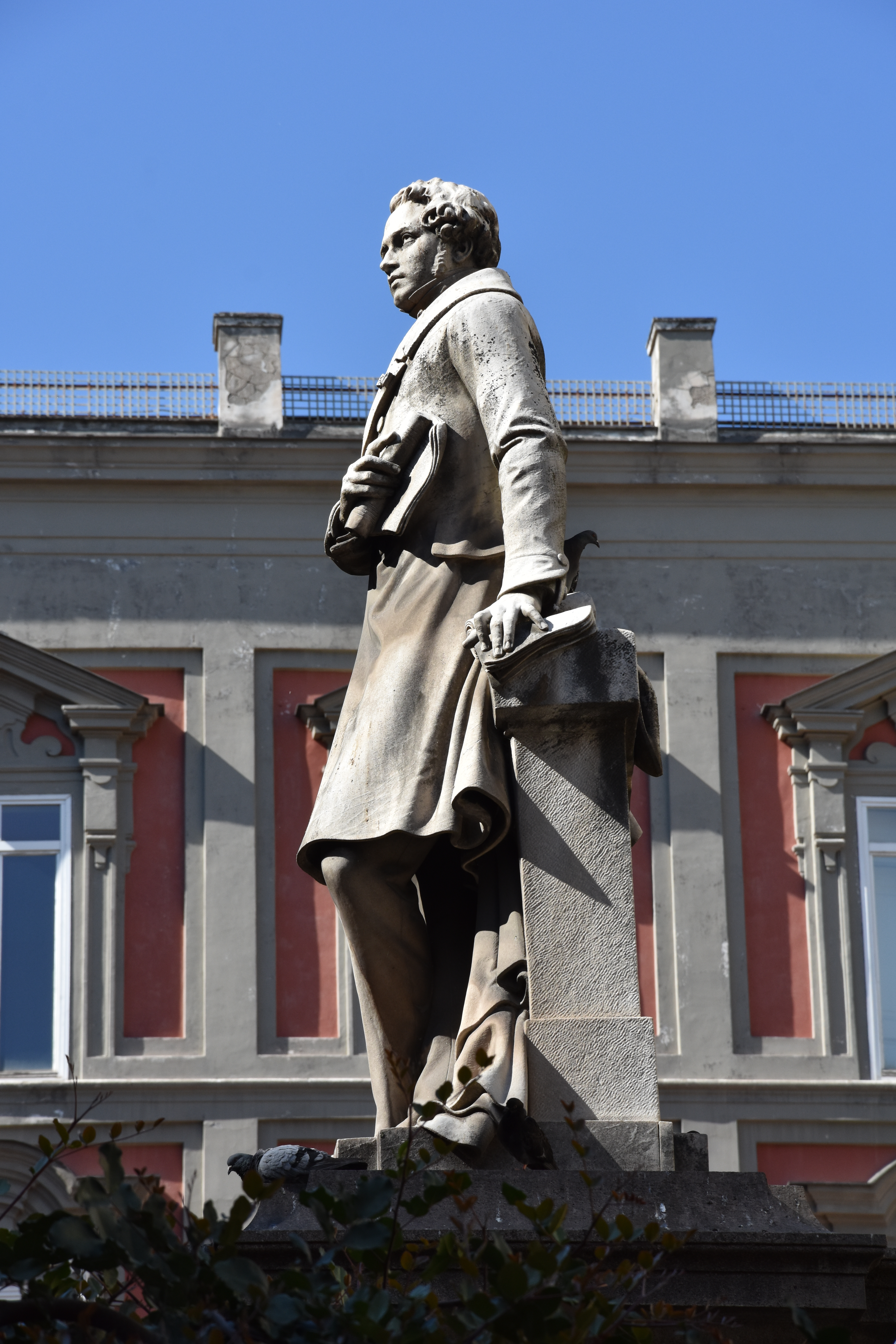
Statua di Vincenzo Bellini (Piazza Bellini, Napoli)

## Alfonso Balzico nei musei
- Galleria nazionale d'arte moderna e contemporanea di Roma